# سلمان بن سعود بن عبد العزيز آل سعود
الأمير سلمان بن سعود بن عبد العزيز آل سعود، وُلد في الرياض عام 1375 هـ الموافق 1955م، وهو الابن الخامس والعشرون من أبناء الملك سعود بن عبد العزيز آل سعود.
أنهى تعليمه العام في معهد أنجال الملك سعود (معهد العاصمة النموذجي حاليًا)، ثم حصل على بكالوريوس في التاريخ والآثار من جامعة الملك سعود بالرياض.
في عام 1383 هـ التحق بـوزارة المعارف وعمل مديرًا عامًا مساعدًا للشؤون الإدارية، ثم ابتعث إلى الولايات المتحدة ونال الماجستير في الإدارة العامة من جامعة جنوب كاليفورنيا عام 1386 هـ.
لاحقًا، التحق بـالمديرية العامة للبعثات (حالياً وزارة التعليم العالي)، حيث شغل عددًا من المناصب الإدارية حتى عام 1391 هـ / 1971م، ثم استقال وتفرغ للأعمال الحرة.
في عام 1422 هـ، حصل على الدكتوراه في التفسير وعلوم القرآن من جامعة الإمام محمد بن سعود الإسلامية بالرياض، ويعمل حاليًا رجل أعمال ورئيسًا لمجلس إدارة شركة مصنع أسطوانات وخزانات الغاز السعودية.
شارك الأمير سلمان في حرب الخليج الثانية كقائد لمجموعات المتطوعين، ونال خلالها أوسمة شكر وشهادات تقدير ونياشين شرفية.
له العديد من المؤلفات المطبوعة، من بينها:
- منتقى الأوراق
- تاريخ الملك سعود بين الحقيقة والوثيقة[6]
- الملك سعود في وجدان الشعراء
- دعاء الرحمن كما ورد في القرآن
- منتقى الأوراد: أدعية وأذكار الملك سعود

---

## زوجاته
- الأميرة موضي بنت بندر بن محمد بن عبد الرحمن آل سعود (متوفاة). والدة الأمير فهد، والأميرة نورة.
- الأميرة مضاوي بنت مقرن بن عبد العزيز آل سعود (مطلقة). والدة الأمير عبد العزيز، الأميرة نوف، والأميرة الجوهرة.
- الأميرة سارة بنت حسين بن ظافر القحطاني (مطلقة). والدة الأمير بدر، والأميرة شهد.
- الأميرة خلود العودة (مطلقة) والدة الأميرة أميرة .
- الأميرة منيرة بنت فهد بن منيخر (مطلقة) والدة الأميرة هيفاء .
- الأميرة جواهر بنت محمد بن عبد الله السديري (مطلقة).
- الأميرة سماح بنت عبد المجيد أبو الجدايل.

## أبناؤه
- الأميرة نورة بنت سلمان بن سعود بن عبد العزيز آل سعود.
- الأمير فهد بن سلمان بن سعود بن عبد العزيز آل سعود. (متوفى)
- الأميرة نوف بنت سلمان بن سعود بن عبد العزيز آل سعود.
- الأميرة الجوهرة بنت سلمان بن سعود بن عبد العزيز آل سعود.
- الأمير عبد العزيز بن سلمان بن سعود بن عبد العزيز آل سعود.[8] متزوج من كريمة سلطان بن سعود العصيمي.[9]

- الأمير بدر بن سلمان بن سعود بن عبد العزيز آل سعود. (متوفى؛ وصلي عليه يوم الأحد الموافق 26 / 3 / 1438هـ، بعد صلاة العصر في جامع الإمام تركي بمدينة الرياض)[8]
- الأميرة أميرة بنت سلمان بن سعود بن عبد العزيز آل سعود.
- الأميرة هيفاء بنت سلمان بن سعود بن عبد العزيز آل سعود.
- الأميرة شهد بنت سلمان بن سعود بن عبد العزيز آل سعود.